# ハシグロヒタキ

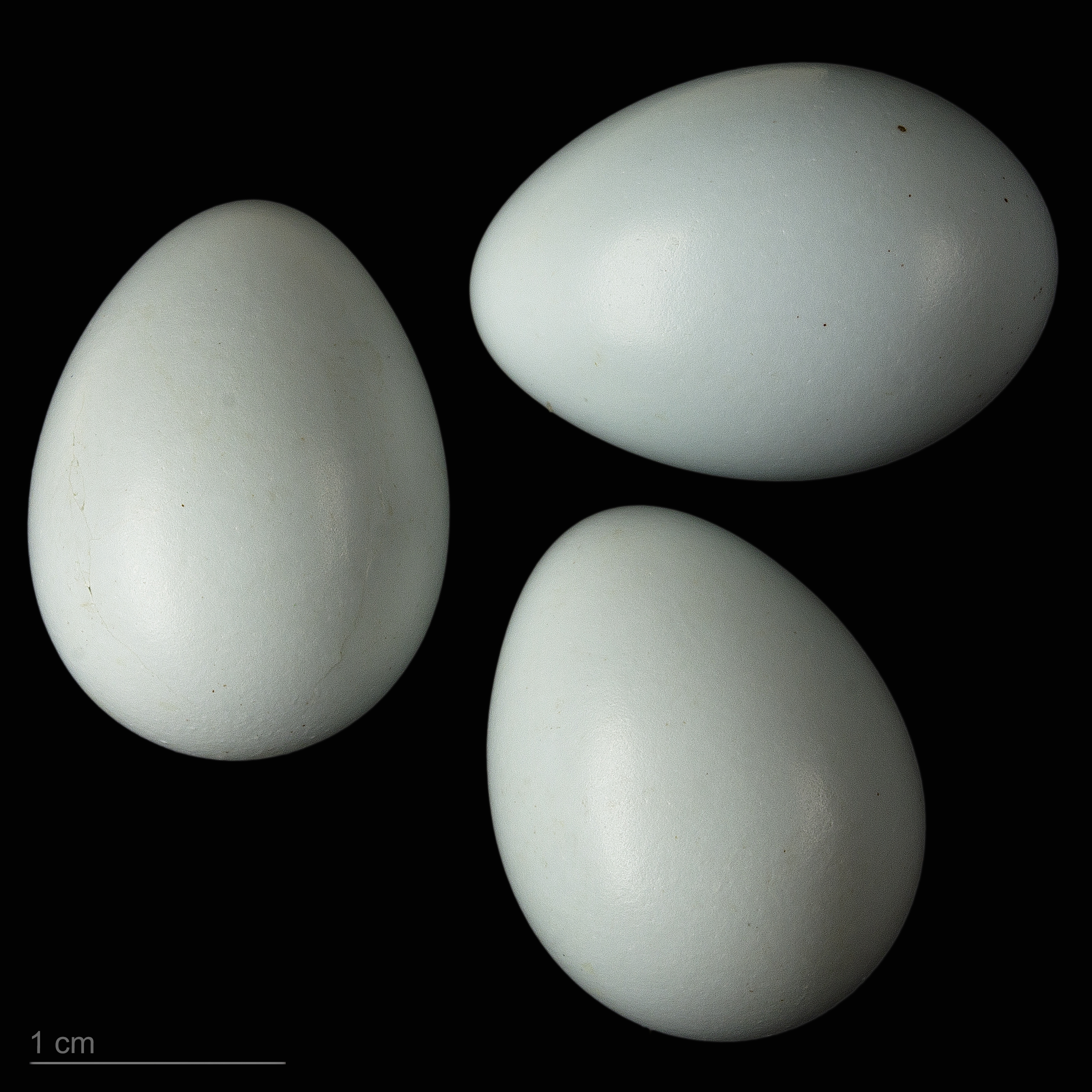
Oenanthe oenanthe oenanthe

ハシグロヒタキ（嘴黒鶲、学名: Oenanthe oenanthe ）は、スズメ目ヒタキ科ノビタキ亜科に分類される鳥類の一種。サバクヒタキの仲間である。

## 分布
ユーラシア大陸西部から北東部の寒帯部やツンドラ地帯、アラスカ、グリーンランドで繁殖し、冬季はアラビア半島やアフリカ北東部や西部に渡り越冬する。
日本へはまれな旅鳥として春と秋の渡りの時期に観察される。北海道、本州、日本海側の島嶼（舳倉島、対馬）、西表島、小笠原諸島等で記録がある。

## 形態
全長14.5cm。雄の夏羽は頭上から背中は青灰色で、腰と下面は白い。尾は基部から半分が白く、その先は黒い部分は逆T字型になっている。通眼線は黒く、眉斑は白い。雌は上面が灰褐色で、体色は雄よりも全体的に淡い。

## 生態
主に乾燥した草地や荒地に生息する。繁殖期には番いで縄張りを持つ。日本では、川原や草原、農耕地などで観察されている。
食性は主に動物食。地上で昆虫類等を捕食する。
繁殖形態は卵生。岩の間に営巣し、5-6卵を産む。抱卵日数は約14日、雛は約14日で巣立つ。